# Chapelle Notre-Dame de la Ménour
La chapelle Notre-Dame de la Ménour est un sanctuaire catholique au sud de la commune de Moulinet dans les Alpes-Maritimes.

## Situation
La chapelle Notre-Dame de la Ménour est placée en bordure de la route qui relie Sospel à Moulinet, dans les Alpes-Maritimes à l’est du Parc du Mercantour. Placée sur un éperon très escarpé à l’amont des gorges du Piaon, elle domine à 780 mètres d’altitude la vallée de la Bévéra, affluent de la Roya.

## Description de la chapelle
Le sanctuaire comporte deux absides d’âge différent. La plus ancienne remonte au XIIe siècle. L’édifice roman barrait complètement l’éperon; il n’était pas orienté mais axée vers le nord-est.
Une baie à la fente très régulière semble une archère. Ces dispositions font penser que la chapelle romane avait une fonction de défense avancée pour le château de la Ménour (castrum de Lamelone) situé à proximité et qui a été détruit au début du XVe siècle.
La chapelle actuelle date de la seconde moitié du XVIIe siècle. Son orientation a été inversée avec le chœur à l’est. La façade de style Renaissance est ornée en son centre du monogramme de Marie,.
Une messe est célébrée dans le sanctuaire le 8 septembre, à Pâques et à la Pentecôte. Autrefois une procession venait à pied depuis le village.
En 2019 la chapelle a bénéficié d’une importante restauration avec le concours de la Fondation du patrimoine.

## Le pont-escalier
La chapelle Notre-Dame de la Ménour est un important sanctuaire de pèlerinage. Une série de douze oratoires, formant un chemin de croix, la relie au village de Moulinet.
Le sanctuaire n’est accessible que par une longue rampe en escalier du XVIIe siècle qui débute par un pont établi par la suite au dessus de la route Sospel-Moulinet mise en service en 1882 . Le pont de 42 mètres comporte trois travées de 7 mètres.

Le site est protégé par arrêté du 2 décembre 1937  : 

« Le piton rocheux sur lequel s'élève la chapelle de la Menour avec le chemin et le viaduc d’accès comprenant la parcelle cadastrale n°535, section R, de la commune de Moulinet (Alpes-Maritimes), est classé parmi les sites et monuments de caractères artistique, historique, scientifique, légendaire ou pittoresque. »

## Galerie photos

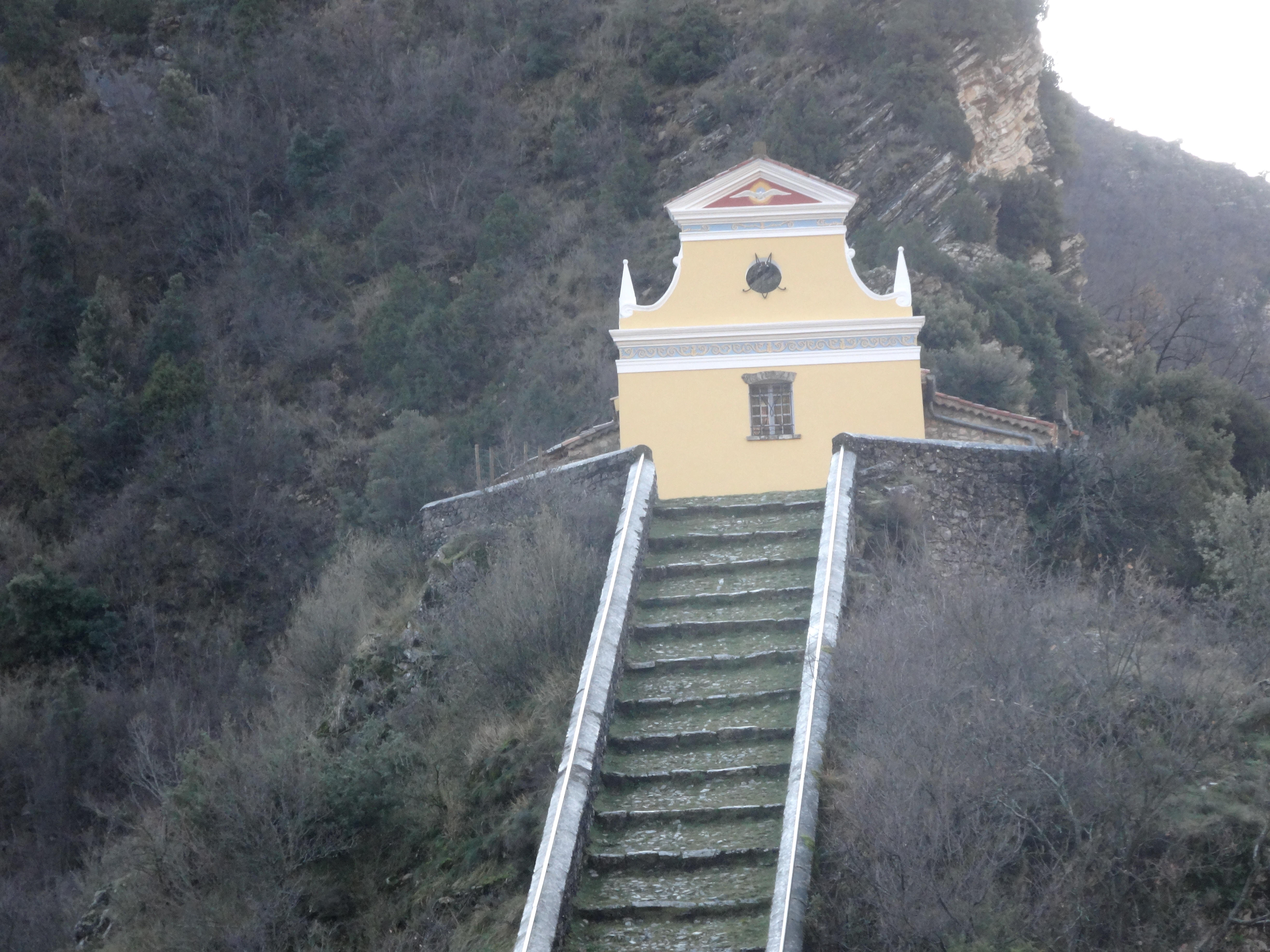
La façade de la chapelle
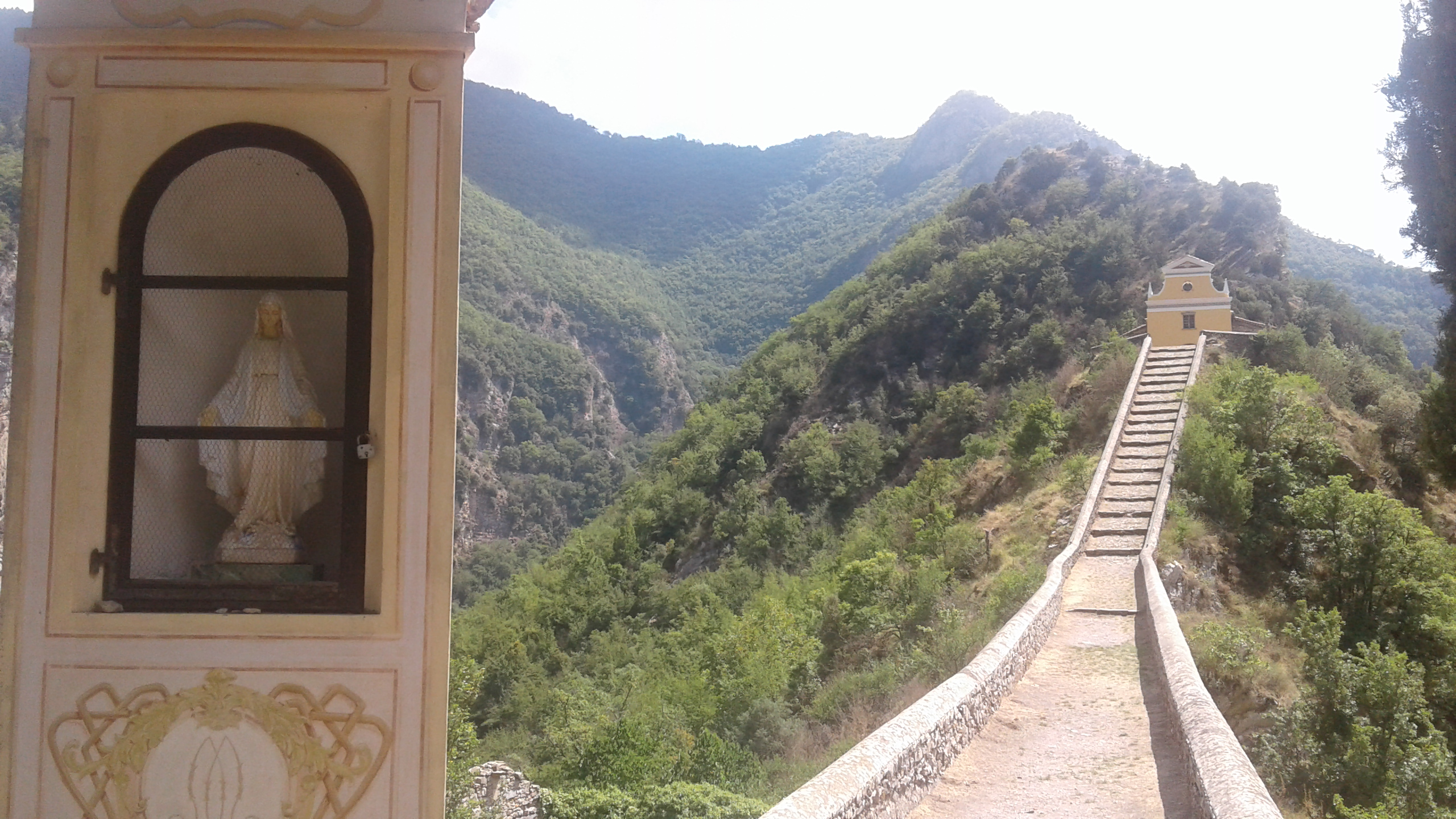
La chapelle et l'escalier
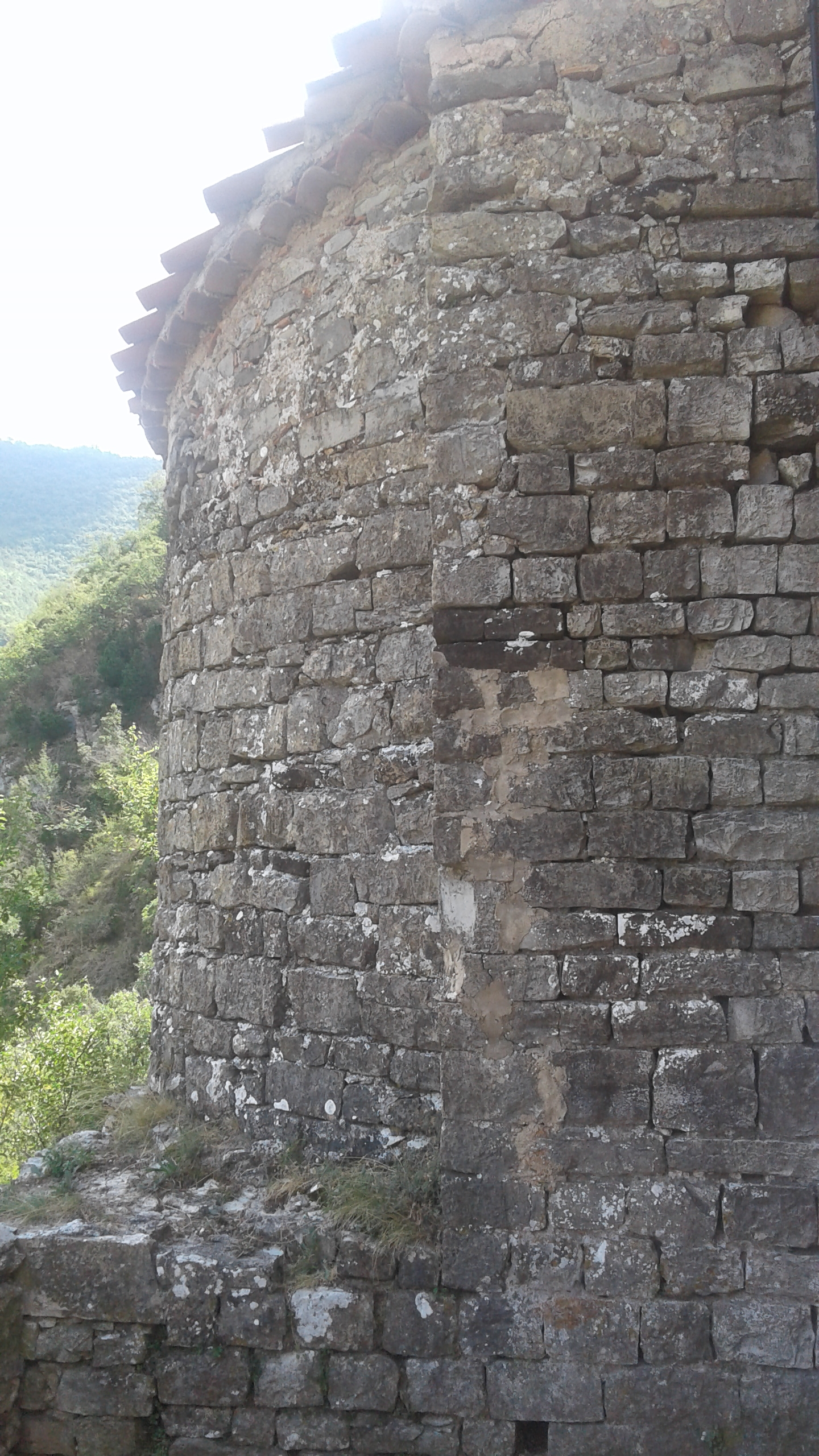
L'abside romane
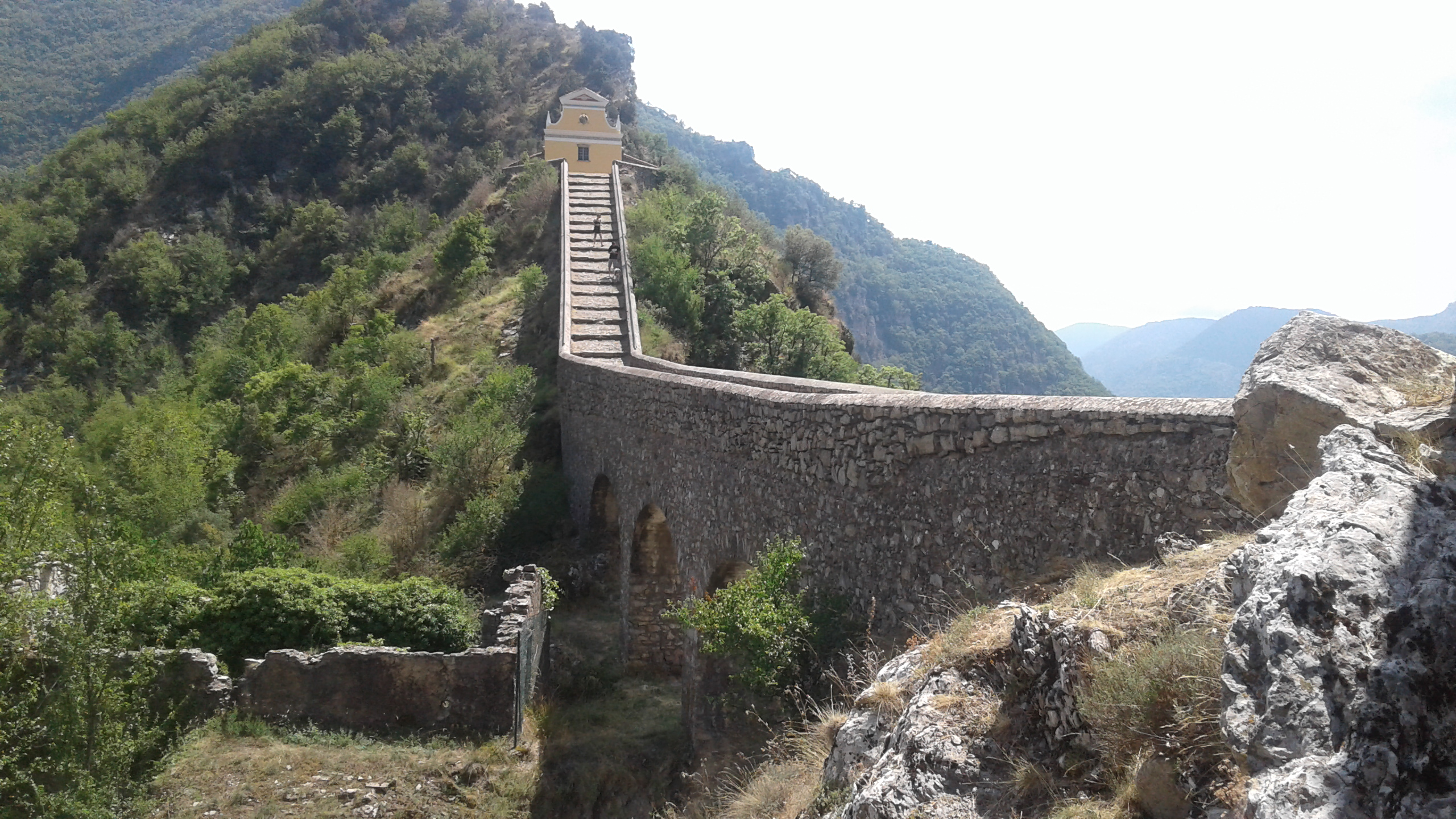
Le pont-escalier